# RSR Sebastiani Rieti
La RSR Sebastiani Rieti, comunemente chiamata Sebastiani Rieti, è una società di pallacanestro maschile italiana con sede nella città laziale di Rieti. Fondata nel 1944 come polisportiva con il nome di M.A.G. Sebastiani Basket Rieti, divenuta A.M.G. Sebastiani Basket Rieti nel 1963, si sciolse una prima volta nel 1997, per poi venire rifondata dapprima nel 1998 come Virtus Rieti (cambiando denominazione in Nuova Sebastiani Basket Rieti nel 2003), una seconda volta nel 2010 come Sebastiani Basket Club Rieti (cambiando denominazione al Rieti Basket Club dopo il fallimento della NSB) e, infine, una terza volta nell’estate 2020 come Real Sebastiani Rieti. Nel 2025 la società ha ufficializzato il cambio di denominazione in RSR Sebastiani Rieti.
Contraddistinta dai colori sociali amaranto e celeste, disputa i propri incontri nell'impianto del quartiere di Campoloniano chiamato PalaSojourner. Il nome della società ricorda la memoria dei fratelli Angelo, Mario e Gino Sebastiani, grandi sportivi dell'epoca, barbaramente uccisi dai tedeschi nel 1944.
Ad oggi, la Sebastiani può annoverare dieci partecipazioni ai campionati di Serie A, e nella sua bacheca figurano una Coppa Korać vinta nel 1980, uno scudetto categoria allievi datato 1979, una Coppa Italia Lega Nazionale Pallacanestro, vinta nel 2004, e una Coppa Italia di Legadue, vinta nel 2007.

## Storia

### La nascita
Il 30 Ottobre 1944 nasce la Società Sportiva M.A.G. Sebastiani Rieti, polisportiva fondata da Luigi Padronetti. La sezione della pallacanestro, in cui prosegue l'attività cestistica interrotta dalla guerra, sarà di gran lunga quella più longeva ed importante. Tra i giocatori della squadra ci sono Enrico Sebastiani, sfuggito alla sorte dei fratelli Angelo, Mario e Gino (tutti e tre atleti, uccisi dai nazisti durante la guerra) alla cui memoria è intitolata la polisportiva, e Italo di Fazi che in seguito nelle vesti di dirigente sarà uno dei massimi artefici dei successi del sodalizio reatino.

### Gli anni '50 e '60

Il sindaco di Rieti, Giulio De Iuliis, premia il giocatore Giampaolo Chiodetti per la prima promozione in Serie B, nel 1963-64

Dopo l'abbandono di Padronetti fu Italo di Fazi ad occuparsi di assemblare la squadra, e ingaggiò il primo vero tecnico, Mario Barilari. In questi anni a dare man forte ai reatini vennero chiamati diversi giocatori di Roma come Chiodetti, Marcone, Galliano e Paolo Roversi. In questo periodo la squadra vedeva crescere giovani promettenti come Cordoni e Simeoni e militava in Serie C, a parte un paio di apparizioni in Serie B. 
Nel frattempo, il 6 Ottobre 1963, la società assunse la denominazione di A.M.G. Sebastiani Rieti.

### La Serie A
Dopo l'abbinamento con la Snia, la squadra sale di livello e nel 1972 conquista la promozione in Serie B. Nella stagione successiva la presidenza viene affidata a Renato Milardi e con il marchio Brina la Sebastiani disputa un ottimo campionato, chiudendo al secondo posto la stagione regolare che le consente di accedere alla poule promozione con Siena, Vigevano e Gorizia. Siena vince il girone ed accede direttamente alla Serie A mentre per il secondo posto disponibile Rieti e Vigevano dovranno giocare uno spareggio a Pesaro. Sostenuta da diversi reatini giunti nelle Marche, la Brina si impone 55-44 e conquista la Serie A. Tra i protagonisti dell'impresa da ricordare Gianfranco Lombardi nel doppio ruolo di allenatore e giocatore.
Per la stagione seguente arriva Bob Lauriski, il primo giocatore straniero della Sebastiani. Lauriski è uno statunitense non molto spettacolare ma comunque efficace; allenatore è ancora Lombardi e la squadra chiude il suo primo campionato di Serie A al decimo posto.
Dalla stagione 1974-75 il campionato si divide in due leghe: A1 e A2. Rieti si mantiene in prima serie dopo la poule salvezza. Nel 1975-76 arriva invece la retrocessione in Serie A2.

Roster della Sebastiani 1977-78

Nel campionato 1976-77 il nuovo allenatore Elio Pentassuglia (arrivato alla fine della stagione precedente) può contare su un nuovo straniero: Willie Sojourner, pivot con un passato nella ABA, che diventerà l'idolo dei tifosi reatini.
Nel 1977-78, grazie alle nuove regole che permettono l'ingaggio di un secondo straniero, arriva a Rieti Cliff Meely. Sojourner e Meely formeranno così una delle migliori coppie di stranieri del campionato. La Sebastiani annoverava in squadra giovani campioni come Roberto Brunamonti e Domenico Zampolini. I reatini vincono il campionato di Serie A2 accedendo ai play-off scudetto, dove si classifica al terzo posto, miglior risultato di sempre.
Nella stagione 1978-79 la squadra resta molto competitiva e schiera anche Gianfranco Sanesi, guardia nativa di Rieti. I risultati sono ottimi: la Sebastiani raggiunge le semifinali play-off e la finale di Coppa Korac, dove si arrende in finale solo al Partizan Belgrado, che vince davanti al pubblico di casa.

Gianfranco Sanesi in canotta Sebastiani nel campionato 1979-80

Per il campionato 1979-80 l'esigenza di far cassa porta alla cessione di Domenico Zampolini (girato a Pesaro) e Cliff Meely. Al posto dell'americano arriva Lee Johnson, atleta meno tecnico ma dotato di un'impressionante elevazione. La corsa in campionato si ferma ai quarti dei Play off ma è nella Coppa Korac che arriva la più grande impresa dello sport reatino. La Sebastiani arriva nuovamente in finale e a Liegi la squadra piega il Cibona Zagabria per 76-71. Con la conquista della Coppa Korac e dopo quattro stagioni piene di soddisfazioni, si chiude il ciclo di Elio Pentassuglia, che approda alla panchina di Varese.
Nelle stagioni successive Rieti non riesce a confermarsi ai vertici, pur mantenendosi su buoni livelli e continuando a scegliere validissimi giocatori statunitensi, come Tony Zeno.
L'estate del 1982 vede la partenza di Willie Sojourner, nel febbraio 1983 lascia anche il presidente Renato Milardi segnando la fine di un'epoca. Al termine di quel campionato la Sebastiani è retrocessa in Serie A2.
Seguono cinque stagioni nella seconda serie, con la società che, tra alti e bassi, fa sempre più fatica a far quadrare i conti. Il giocatore più rappresentativo di questo periodo è Joe Bryant, padre della futura stella NBA Kobe Bryant, che iniziò a tirare a canestro proprio nel capoluogo sabino.

### Il declino
L'ultima partita della Sebastiani in Serie A2 fu disputata a Rimini il 2 aprile 1988, ultima di campionato; la squadra venne sconfitta per 84-83 dalla Biklim Rimini con un canestro allo scadere dell'ex Maurizio Ferro e retrocessa in Serie B.
L'avventura di Rieti in Serie B inizia nel tentativo di tornare nella lega superiore: viene richiamato in panchina Elio Pentassuglia, ma il tecnico pugliese muore in un incidente stradale. La stagione della squadra rimane definitivamente segnata e non vengono raggiunti nemmeno i play-off.
A causa delle difficoltà economiche, nel campionato 1989-90 si allestisce una squadra di giovani da valorizzare, senza successo, e la Sebastiani retrocede così in B2. Il capitano e bandiera della squadra, Gianfranco Sanesi, si trasferisce a Contigliano, in Serie C1.
Dopo vari tentativi, nel 1993-94 la AMG Sebastiani riesce a risalire in Serie B1, imponendosi 92-80 dopo lo spareggio contro Potenza sul neutro di Pozzuoli, ma la situazione economica rimane problematica e anche la nuova proprietà (subentrata dopo la promozione) non riesce a porre rimedio.
Al termine della stagione 1996-97 il deficit diventa insostenibile, si cercano invano nuovi acquirenti e sfuma anche uno scambio di titoli per acquisire quello A2 di Pistoia. Oberata dai debiti, la società AMG Sebastiani non riesce ad iscriversi al campionato e conclude la sua attività dopo 51 anni di storia.

### Prima rinascita: la Virtus Rieti e la Nuova A.M.G. Sebastiani Basket

Il logo della Nuova A.M.G.

Nel 1998 con l'acquisizione dei diritti di Sant'Antimo B2 da parte dell'Ass. allo Sport Marzio Leoncini e dal DR. David Angeletti, nasce una nuova squadra alla quale il General Manager Attilio Pasquetti decide di dare il nome di Virtus Rieti, con nuove divise arancio-blu. Protagonisti della nascita della nuova società furono oltre al patron Davide Angeletti (già contattato per rilevare la AMG Sebastiani) e Pier Luigi Persio, con la collaborazione di Michele Martinelli, primo presidente venne eletto Pier Luigi Persio. La Virtus venne iscritta con riserva alla serie B1 dove giocò grazie alla rinuncia di Desio, la squadra allestita era buona e sotto la guida di Franco Gramenzi dominò la stagione regolare, ai play-off per la promozione però dovette arrendersi a Bergamo al primo turno.
Nella stagione seguente, la squadra sempre allenata da Franco Gramenzi arrivò seconda in stagione regolare. Questa volta ai play off raggiunse la finale dove incontrò Castelmaggiore, la serie si decise alla terza ed ultima partita che Rieti perdette in casa 59-67 per la delusione di un gremito Palaloniano (5.432 spettatori) che sognava il ritorno tra i professionisti.
Nelle due stagioni successive (2000-01 e 2001-02) la presidenza passò a Davide Angeletti, ma, nonostante l'obiettivo rimanesse quello di raggiungere la Legadue (che sostituì la serie A2 nel 2001-02), furono avare di soddisfazioni.
L'anno successivo Davide Angeletti lasciò in favore di Michele Martinelli. La presidenza fu offerta a Gaetano Papalia e venne ingaggiato Antonello Riva, miglior marcatore di tutti i tempi della serie A. La squadra ebbe un inizio stentato, poi alcune correzioni in corsa e l'arrivo sulla panchina di Maurizio Lasi le permisero di raggiungere i play off. Nei quarti di finale contro Vigevano il fattore campo saltò in tutte e tre le partite e la Virtus fu eliminata.

#### 2003-2007: l'arrivo di Papalia e la scalata dalla B1 alla Serie A, vittoria in Coppa Italia LNP e in Coppa Italia di Legadue
L'anno seguente Gaetano Papalia rilevò la società da Michele Martinelli, fu recuperato il nome storico cambiando la denominazione della squadra in Nuova A.M.G. Sebastiani Basket Rieti e l'amaranto ed il celeste tornarono ad essere i colori ufficiali. Fu assemblato un ottimo gruppo che dopo aver vinto la stagione regolare conquistò la coppa Italia di categoria battendo in finale Castelletto Ticino per 85-79. Ai play off Rieti perse di nuovo in finale, questa volta contro Montegranaro, ma aveva ancora l'oppurtunità di giocare lo spareggio per la Legadue contro la sconfitta dell'altra finale: Trapani. Si arrivò a gara tre e la Nuova Sebastiani questa volta non si lasciò sfuggire la promozione davanti al proprio pubblico, vincendo per 75-66.
Il primo anno di Legadue complice un po' di inesperienza iniziò con qualche difficoltà ed il roster fu cambiato più volte in corsa, strada facendo grazie anche all'innesto di ottimi americani come David Hawkins prima e Jimmie Hunter poi, le cose migliorarono e furono raggiunti i play off dove arrivò la sconfitta al primo turno contro Montegranaro.
Nell'estate del 2005 arriva in città Marcus Melvin, ala forte esordiente in Italia, che diventerà uno dei migliori giocatori del campionato. La squadra allestita con l'obiettivo di puntare alla promozione in serie A termina la stagione regolare al quinto posto, ai play off dopo aver eliminato Imola e Ferrara, in finale trova di nuovo Montegranaro. Come nelle due occasioni precedenti la Sebastiani si arrese ai marchigiani che chiusero la serie 3-1.
Il 2006-07 si apre con una campagna acquisti di prim'ordine che porta a Rieti Joe Smith, Davide Bonora, Michele Mian e Patricio Prato, in panchina Maurizio Lasi viene sostituito da Lino Lardo. La squadra disputa una buona prima parte di campionato ma è sempre costretta ad inseguire Caserta che vince quasi tutte le partite. Il roster viene ritoccato e vengono inseriti Wade Helliwell e Marko Verginella a rinnovare quasi completamente il reparto dei lunghi (escono Simone Bagnoli e Chris Pearson). Ad inizio marzo al PalaSojourner, la Sebastiani vince la Final Four di Legadue battendo in successione Rimini e Ferrara. In campionato, complice un calo di Caserta, la squadra riesce a recuperare lo svantaggio ed arriva ad un finale di stagione equilibratissimo. Il campionato finisce con Rieti, Rimini e Caserta a pari punti ma grazie alla differenza canestri la Sebastiani è prima e può festeggiare il ritorno della serie A a Rieti dopo più di vent'anni.

#### Stagione 2007-2008: il ritorno in Serie A, una salvezza tranquilla
La stagione 2007-08, segna dunque il ritorno in Serie A. Rieti infatti dopo un'assenza dalla massima serie durata 24 anni, può tornare fra le prime formazioni d'Italia, posto che aveva occupato già in passato. L'estate che aveva preceduto l'inizio del campionato, non era stata delle più tranquille, tanto che per mesi si era palesata anche la possibilità di cedere il diritto conquistato sul campo, ad un'altra città per la difficoltà di reperire sostegno economico, in primis quello di un main sponsor. La vicenda si risolverà poi con l'accordo siglato fra il Club amaranto celeste e la Solsonica. Dunque, sbrogliati i più immediati problemi economici, può finalmente sbloccarsi la campagna acquisti, che fino a quel momento era rimasta sospesa. Tra i giocatori che sbarcano a Rieti si ricordano Pape Sow dai Toronto Raptors e Morris Finley dall'Euphony Basket Liège, che si rivelerà poi il miglior marcatore della Lega. Il ritorno della Sebastiani, va in scena con la partita che vede opposta alla formazione Sabina, l'Olimpia Milano, in un PalaSojourner gremito e leggermente rinnovato per l'occasione, che vedrà alla fine la Sebastiani prevalere sulla pluridecorata squadra lombarda. Il campionato procederà con relativa tranquillità e la Sebastiani sfiorerà sia le final eight di Coppa Italia, sia i play-off di fine campionato per la lotta per il Tricolore. Alla fine la formazione Reatina conquisterà il tredicesimo posto e una salvezza, già certa a cinque giornate dalla fine.

#### Stagione 2008-2009: permanenza in Serie A all'ultima giornata
Nel suo secondo anno in serie A la Nuova Sebastiani otterrà la salvezza all'ultima giornata ai danni della Fortitudo Bologna. La stagione cominciata sotto buoni auspici con la costruzione di un roster di prim'ordine sarà invece caratterizzata durante il corso dell'anno da un'infinità di difficoltà impensabili. La squadra perderà man mano pezzi importanti come Tim Pickett, Donnell Harvey, Guillaume Yango, Patricio Prato e Pervis Pasco, per non parlare inoltre dei due punti di penalizzazione inflitti alla società per irregolarità amministrative. Nonostante ciò grazie alla straordinaria bravura del tandem Lardo-Giuliani, un roster corto e assai modesto riuscirà nell'impresa di salvarsi grazie a straordinarie quanto inaspettate vittorie contro compagini ben più attrezzate come Virtus Bologna, Angelico Biella, Fortitudo Bologna, Air Avellino e Ngc Cantù in un girone di ritorno perfetto in cui la Solsonica farà parlare molto di sé in tutto l'ambiente del basket italiano. L'intera stagione è però funestata dai continui problemi economici e dalle voci che girano su un debito sempre più profondo. Tutto ciò viene rafforzato dai continui allarmi lanciati dal presidente Papalia, che già a inizio 2009 minaccia la vendita del titolo o la messa in liquidazione della società se non verranno trovate altre risorse per continuare l'avventura in A. Tra un futuro sempre più nero e un presente pieno di sofferenze la Nuova Sebastiani si presenta all'ultima giornata con due punti di svantaggio dalla Fortitudo Bologna che nonostante i milioni spesi e i molti acquisti nel corso dell'anno non è riuscita a tirarsi fuori dalla zona retrocessione. Proprio nell'ultima domenica di campionato, il 10 maggio, si consuma l'ultimo miracolo, Bologna perde a Teramo mentre la NSB espugna il campo della già retrocessa Udine conquistando grazie alla migliore differenza canestri negli scontri diretti il suo personalissimo scudetto, quello della seconda soffertissima salvezza in A.

#### Stagione 2009-2010: il trasferimento a Napoli e la fine
Terminata la sbornia per la nuova impresa, a Rieti si deve pensare a conquistare l'altra salvezza, ancora più difficile di quella del 10 maggio. Infatti la permanenza in serie A passa da eventuali nuovi sponsor e risorse che dovranno necessariamente entrare nelle casse societarie. In tal senso agli inizi di giugno sembra già tutto risolto per il meglio, con l'annuncio della sponsorizzazione ACEA per il PalaSojourner e con contatti già ben avviati con Wind. Tuttavia alla fine la tanto annunciata firma sul contratto non arriverà mai e dopo due mesi di rinvii, il presidente Papalia pone fine alla vicenda operando il trasferimento del campo di gioco al PalaBarbuto di Napoli, concludendo una trattativa iniziata e conclusa in pochi giorni. Il presidente motivò la scelta in questo modo:
Così Rieti vede sparire di nuovo il basket professionistico e il presidente Gaetano Papalia è bersagliato dai tifosi di insulti e accuse, reo a loro parere di aver portato via alla città di Rieti una storia, un nome ed una tradizione nati nel lontano 1946.
Il ritorno del grande basket a Napoli, anche se a discapito di una città come Rieti che nel basket ha profuso molte energie, viene invece accolto positivamente sia dal presidente della F.I.P. Dino Meneghin, da sempre desideroso di riportare nell'élite del basket italiano una grande città come Napoli, sia dal presidente del C.O.N.I. Giovanni Petrucci, che qualche giorno prima del via libera al trasferimento commentava così tale possibilità:
e ancora:
Queste dichiarazioni scatenarono l'ira dei tifosi reatini, che ritennero di cattivo gusto le parole del presidente del CONI, nelle quali tutto è ridotto a una questione di convenienza e pubblicità.
Il destino della società rimase inizialmente incerto, almeno ufficialmente, dato che la deroga fu concessa per un solo anno, mentre da Napoli si affermava che la società sarebbe restata nel capoluogo campano per almeno tre anni.
A Napoli, Papalia trasferisce una società al collasso, che sembrerebbe non avere soldi per produrre un campionato dignitoso. Nell'autunno 2009, raggiunta la sponsorizzazione con la Martos (Società finanziaria) la rotta sembra cambiare: vengono ingaggiati il nigeriano Adeleke (successivamente tagliato), l'asso ex-NBA Damon Jones e il lettone Armands Šķēle. Successivamente viene messo sotto contratto anche il centro Robert Traylor.
Nel breve volgere di metà campionato, tuttavia, la società si ritrovò con problemi più grandi di quelli con cui si era allontanata da Rieti: a causa degli stipendi non pagati, molti giocatori decidono di abbandonare la società, sulle cui maglie non compariva neanche più lo sponsor, tanto che nelle ultime apparizioni sui parquet della Serie A fu costretta a schierare sul campo partenopeo gli under 19 provenienti inizialmente da Napoli e Rieti e poi solo da Rieti.
La giustizia sportiva penalizzò la squadra, già partita con 2 punti in meno, con altri 6 punti. La Giudicante penalizzò la squadra di 8 punti per la successiva stagione, e inibì Papalia per 3 anni e 4 mesi. La Corte Federale confermò l'inibizione a Papalia e comminò 12 punti di penalità da scontare per la successiva stagione. La società fece ricorso al TAS Coni.
A stagione ancora in corso la squadra fu esclusa dal campionato, per non aver pagato la 2° rata professionistica alla LegaBasket, e tutte le partite furono considerate perse 20-0 a tavolino.
Il 15 aprile 2010, la commissione agonistica della FIP ha annullato tutta la stagione della squadra e la ha esclusa dalla classifica, decretando di fatto la definitiva chiusura anche di questo capitolo, lungo poco più di un decennio, della pallacanestro reatina.

### Seconda rinascita: la Sebastiani Basket Club Rieti
Il duro colpo non cancella però Rieti dal panorama della palla a spicchi italiano, infatti gli occhi della città si spostano subito verso un'altra società locale: il Rieti Basket Club, dal quale trarrà origine la Sebastiani Basket Club Rieti.

#### Antefatti
Il Rieti Basket Club, inizialmente denominato Spes Pallacanestro Rieti, nasce nel 2006, quando ancora la NSB militava in LegaDue, tramite l'acquisto del titolo sportivo del Vallesanta Basket, venendo ammessa al campionato di Serie D. Qui la società disputa un campionato che la vede sconfitta solo in due incontri, chiudendo così al primo posto e conquistare immediatamente la promozione in Serie C2. L'anno seguente, stagione 2007-2008, chiude la stagione regolare da imbattuta e nei play-off vince la finale contro la Virtus Monterotondo, centrando la seconda promozione consecutiva e approdando questa volta in Serie C Dilettanti.
Per la stagione 2008-2009 di C Dilettanti, un nuovo allenatore, Marco Schiavi, si siede sulla panchina a tenere le redini della formazione ampiamente rinnovata. Durante il campionato un cambio in corsa porterà poi Claudio Vandoni, vecchia conoscenza del basket reatino a ricoprire il ruolo di head coach. Piazzatasi terza in classifica, affronta quindi i play-off dove in finale se la vede con Torre de' passeri, che viene sconfitta 3 a 1 mettendosi in tasca la terza promozione di fila che questa volta vale la Serie B Dilettanti. Nel settembre 2009 la denominazione della società viene mutata in Rieti Basket Club e il club lascia il piccolo PalaSpes sito nella frazione di Poggio Fidoni, palasport fino ad allora teatro degli incontri casalinghi, per trasferirsi al PalaSojourner.
Nello storico impianto di Campoloniano, Rieti continua la sua corsa disputando il nuovo campionato 2009-2010 con l'obiettivo della promozione diretta nella categoria superiore, ma a causa di numerosi infortuni che riducono all'osso gli elementi a disposizione dell'allenatore Alessandro Crotti, la formazione sabina chiude la stagione regolare al secondo posto e prende così parte ai play-off dove viene tuttavia eliminata dal Patti. Il quarto salto di categoria consecutivo arriva però comunque perché, a seguito dell'esclusione di tre club dalla Legadue, che libera tre posti nella A Dilettanti 2010-11, la società avanza ufficialmente richiesta di ripescaggio, che verrà poi accolta.

#### 2010: il ritorno della Sebastiani
Nel 2010 la società attraversa una fase di cambiamento, costituendosi come S.r.l. Poco dopo si verifica anche un cambio al vertice: Marzio Leoncini, che dal 2006, anno della fondazione, aveva tenuto le redini del progetto, lascia la carica di presidente in favore di Silvio Gherardi. Come ultimo passo viene mutata la denominazione: con la partenza della NSB dal capoluogo sabino, l'anno precedente infatti il Rieti Basket Club si era trovato ad essere la prima formazione cestistica della città ed era stata avanzata l'ipotesi di restituire a Rieti la denominazione Sebastiani ripartendo proprio dall'RBC, ipotesi sostenuta anche da due sondaggi, uno apparso sul sito internet della società e uno su quello della tifoseria organizzata. Questo si rese possibile nel 2010 quando, a seguito della richiesta della società, la FIP l'autorizzò ad assumere la denominazione ufficiale di Sebastiani Basket Club Rieti.

#### Stagione 2010-2011: A Dilettanti, retrocessione all'ultima giornata
Per la prima stagione in Serie A Dilettanti 2010–2011, l’obiettivo principale della Sebastiani è la salvezza, compito tutt’altro che semplice per via della riforma dei campionati dilettantistici, in conseguenza della quale le retrocessioni previste per questo campionato sono sedici. Il torneo non si apre nel migliore dei modi per gli amaranto celesti, che inanellano una serie di cinque sconfitte consecutive che schiacciano subito la società all'ultimo posto in classifica palesando già lo spettro della retrocessione. La dirigenza corre quindi ai ripari e rivoluziona il roster: il netto fra vittorie e sconfitte viene ben presto invertito con una serie di sei successi consecutivi, striscia che permette ai reatini di entrare in zona playoff. Con il procedere del campionato la Sebastiani riesce, malgrado alcuni infortuni, a mantenersi fuori dalla retrocessione diretta. Nel girone di ritorno, però, qualcosa si rompe, con la Sebastiani che subisce sette sconfitte in otto partite. Di conseguenza la società convoca due incontri, uno con l'allenatore Alessandro Crotti e il capitano Davide Zambon e l'altro con tutti i giocatori, dai quali emerge l'esistenza di attriti a livello individualistico e nei rapporti interpersonali fra gli atleti, ma nessun contrasto con il tecnico. La società decide di sanzionare due giocatori, uno dei quali si scuserà subito dopo con la squadra, i dirigenti e i tifosi. Nel frattempo viene ingaggiato Federico Lestini. Una boccata di ossigeno arriva con la vittoria contro la Nuova Virtus Molfetta che consente alla Sebastiani di ritirarsi fuori dalla zona playout. Tuttavia, a seguito di un’ulteriore sconfitta interna contro il fanalino di coda Palestrina, la squadra scende nuovamente in zona playout e il tecnico Alessandro Crotti decide di lasciare la guida della Sebastiani, venendo sostituito da Rod Griffin. Il cambio in panchina non sortisce però gli effetti sperati: Rieti infatti vince solo due partite e, dopo l'ultima sconfitta casalinga con Ferentino, retrocede in Serie B Dilettanti ad un solo anno di distanza dalla promozione. A distanza di 21 anni dall’ultima volta, quindi, la Sebastiani retrocede sul campo.

#### Stagione 2011-2012: Divisione Nazionale B, playoff e nuova fine
Dopo aver tentato sia la carta del ripescaggio che quella della riammissione in Divisione Nazionale A, vedendosi tuttavia costretta a rimanere in Divisione Nazionale B per insufficienza di posti vacanti disponibili nella categoria superiore, la società inizia un cambiamento nel suo organigramma nominando Michele Martinelli nuovo direttore generale e Franco Montorro nuovo Direttore Marketing e Comunicazione. Sulla panchina viene chiamato Donato Avenia. La costruzione della rosa inizia con Christian Cappanni (che tuttavia rescinderà il contratto ancora prima dell’inizio del campionato), Luca Rossie Leonardo Busca. Con la campagna acquisti ancora in corso la società perde il Direttore Sportivo Attilio Pasquetti che si dimette nei primi di agosto. La costruzione della nuova rosa prosegue con gli arrivi di Stefano Gallea, Federico Pugie Luca Sottana. Torna inoltre a giocare a Rieti Simone Bagnoli.Ulteriori ingaggi sono quelli di Sergio Di Nicola, Eduardo Striano, Stefano Laudoni, Paolo Zanatta, Ivan Falsini, Marco Vian ed Emanuele Levorato. Il girone d’andata inizia bene, con sei successi nelle prime sette partite e il secondo posto in graduatoria. Tuttavia, la successiva sconfitta nello scontro diretto al PalaSojourner contro Agrigento per il primo posto in classifica lascia degli strascichi che si protrarranno per tutta la stagione, con la Sebastiani che abbandonerà prematuramente la lotta per il vertice, e che si vedrà anche comminare tre giornate di squalifica del campo, successivamente ridotte a due. Nel frattempo, vengono ingaggiati il centro Max Politi, l’ala Salvatore Genovese e il playmaker Duccio Doretti, mentre sul fronte societario arriva un nuovo cambio al vertice, con la nomina di Giuseppe Rosati Colarieti come Presidente, in luogo di Silvio Gherardi. Per quel che concerne la panchina, Avenia viene esonerato e sostituito dal vice Roberto Peron prima e da Massimo Friso poi. La Sebastiani conclude il girone d'andata al settimo posto in classifica. Il mercato vede ulteriori dinamiche sia in entrata che in uscita, con i tagli di Max Politi e di Simone Bagnoli e il ritorno di Davide Zambon. Inoltre, sul fronte societario, una nuova assemblea dei soci produce un ulteriore cambiamento al vertice, nominando Carmine Rinaldi presidente. All'inizio del girone di ritorno, inaspettatamente, Friso si dimette, così come Franco Montorro e Michele Martinelli, con la squadra che viene definitivamente affidata a Roberto Peron. Sul fronte giocatori, Politi viene reintegrato in squadra per sopperire all’assenza di Vian per infortunio. Il girone di ritorno vede la squadra proseguire tra alti e bassi, oltre a un nuovo intervento sul mercato con l'arrivo del playmaker argentino Victorio Musso. Gli amarantocelesti concludono al settimo posto in classifica, qualificandosi ai playoff, dove vengono eliminati nei quarti di finale contro Martina Franca per 2-1. Al termine della stagione, a causa di inadempienze contrattuali, la società viene radiata dalla federazione.

### Terza rinascita: l’era Pietropaoli e la Real Sebastiani Rieti
Otto anni dopo lo scioglimento della Sebastiani, durante i quali l’eredità della pallacanestro reatina viene raccolta dalla N.P.C. Rieti del presidente Giuseppe Cattani, capace di sfiorare la promozione in LBA nella stagione 2018-2019, nell’estate 2020 nasce la Real Sebastiani Rieti, con presidente Roberto Pietropaoli, ex patron del Real Rieti Calcio a 5, rilevando il titolo sportivo di Serie B di Valmontone. L’obiettivo societario è quello di riportare la Sebastiani nella massima serie nel più breve tempo possibile.

#### Stagione 2020-2021: un nuovo inizio, finale di Coppa Italia LNP, semifinali playoff
La campagna acquisti, inizialmente condotta dal GM Paolo Moretti (successivamente sostituito da Domenico Zampolini) porta alle pendici del Terminillo i giocatori Federico Loschi, Klaudio Ndoja e Andrea Traini, ai quali si aggiungono le ali Alberto Cacace, Matias Drigo ed Enzo Cena, la guardia Manuel Diomede e gli under Vincenzo Provenzani e Marco Di Pizzo, oltre ai ritorni a Rieti del centro Simone Bagnoli e della guardia Juan Marcos Casini. L’allenatore è Alex Righetti, unico confermato dallo staff tecnico insieme al suo assistente Antonio Carone. La squadra comincia bene, superando il proprio girone di Supercoppa con tre vittorie (contro Formia, LUISS Roma e Cassino) e battendo Teramo a domicilio negli ottavi di finale, approdando alle Final Eight, ma viene sconfitta in semifinale contro Nardò. La regular season vede la Sebastiani cominciare con nove successi di fila e mantenere la testa alla classifica tanto nella prima quanto nella seconda fase, concludendo il girone D con un bilancio di 20 vittorie su 22 partite. Rieti, inoltre, ottiene la qualificazione alle Final Eight di Coppa Italia, disputate a Cervia, dove viene sconfitta in finale contro la Pallacanestro Piacentina. La rosa viene rivoluzionata nel corso del campionato, con le cessioni di Bagnoli, Casini, Cacace e Diomede e gli arrivi di Paolo Paci, Eric Visentin e Nicolò Basile. Poco prima dei playoff arriva anche Lorenzo Panzini. La corsa della Sebastiani nella post-season si ferma in semifinale, dove i reatini vengono sconfitti da Roseto per 3-0 (al termine di gara 1 Righetti e Carone vengono esonerati e sostituiti dall'assistente allenatore Mauro Angelucci e da Massimo Prosperi, responsabile del settore giovanile, per il prosieguo dei playoff), dopo aver superato Jesi per 3-1 nei quarti.

#### Stagione 2021-2022: le 19 vittorie consecutive e la delusione finale
Della precedente rosa vengono riconfermati Loschi, Ndoja e Traini (con quest’ultimo che però, a causa dei numerosi infortuni che lo terranno spesso lontano dal parquet, verrà escluso dalla rosa a stagione in corso). A questi giocatori si aggiungono gli arrivi dei playmaker Nicolás Stanic e Alessandro Piazza, delle guardie Marco Contento e Lorenzo Piccin, dell’ala piccola Omar Dieng, dell’ala forte Mario Ghersetti e dei centri Alberto Chiumenti, anch’egli lasciato fuori a stagione in corso, e Roman Tchintcharauli. Il nuovo allenatore è Alessandro Finelli. In Supercoppa di Serie B, dopo aver battuto nettamente Avellino e Piombino, arriva l’eliminazione dalle Final Eight ad opera dei rivali cittadini della N.P.C. Rieti per 85-82. Il campionato inizia con una vittoria su Rimini, ma il girone di andata prosegue tra alti e bassi e la RSR non si qualifica alle finali di Coppa Italia. Il girone di ritorno inizia malissimo: la Sebastiani perde a Rimini, successivamente Cesena espugna il PalaSojourner. Qui si ha però la svolta positiva della stagione: Finelli, precedentemente esonerato viene richiamato, così come il preparatore atletico Luca Verdecchia, la squadra ritrova gioco e compattezza e anche la serie di infortuni inizia pian piano a volgere al termine. Nel frattempo giungono alle pendici del Terminillo due nuovi giocatori: Marco Maganza (centro), in sostituzione di Chiumenti, e Zdravko Okiljević (ala forte). Dopo una sconfitta nella stracittadina d’andata, recuperata durante il girone di ritorno a causa dei focolai di COVID-19 che hanno colpito la RSR prima e la NPC poi, la Sebastiani non perderà più alcuna partita fino alla semifinale playoff, mettendo insieme una striscia di 19 vittorie consecutive (di cui 13 in stagione regolare e 6 nei playoff), compresi lo stesso derby di ritorno contro la NPC e lo scontro diretto contro la capolista Roseto, concludendo la stagione regolare al secondo posto del girone C. Nei playoff, la Sebastiani supera Reggio Calabria nei quarti e Senigallia in semifinale, qualificandosi alla finale contro Agrigento, capolista nel girone D. La RSR perde nettamente le prime due sfide in terra siciliana, riscattandosi in gara 3 e 4 al PalaSojourner. Nella decisiva gara 5, disputata ancora ad Agrigento, gli uomini di coach Finelli perdono per 63-60 e vedono dunque sfumare all'ultimo l’obiettivo promozione.

#### Stagione 2022-2023: nuova finale di Coppa Italia LNP, sconfitta nel concentramento di Ferrara, ritorno in A2 tramite acquisto di titolo
Il presidente Pietropaoli cambia allenatore, affidando il ruolo di head coach della squadra a Sandro Dell'Agnello. Tra i giocatori vengono riconfermati il capitano Alessandro Piazza, Marco Contento, Lorenzo Piccin e Zdravko Okiljević, mentre, sul fronte dei nuovi arrivi, il mercato porta a Rieti la guardia ex N.P.C. Simone Tomasini e il playmaker Marco Spanghero, fresco di promozione in A1 con la maglia di Verona. Altri arrivi sono quelli di Riccardo Chinellato, Ferdinando Matrone, Nicola Mastrangelo, Alessandro Paesano e Alessandro Ceparano. A completare il roster sono i giovani Danilo Pavićević, Alen Nuhanović e Gianluca Frattoni. In Supercoppa, la Sebastiani esordisce nei sessantaquattresimi di finale contro Matelica, superandola per 74-69. Il cammino di Rieti nella competizione si ferma nei sedicesimi di finale, in cui arriva l’eliminazione per mano di Roseto, poi finalista. Di contro, in campionato, la Sebastiani chiude al primo posto in classifica la fase di andata, qualificandosi ai quarti di finale di Coppa Italia, vinti per 89-50 a spese della LUISS Roma. Nel frattempo però si infortuna gravemente Spanghero, per il quale la stagione finisce in anticipo, venendo sostituito sul mercato da Franko Bushati, arrivato insieme ad Alessio Mazzotti. Sotto canestro viene invece ingaggiato il centro Giordano Pagani da Torino. Nel girone di ritorno, la Sebastiani conclude la stagione regolare al primo posto. Nelle Final Four di Coppa Italia, Rieti supera Faenza in semifinale per 74-72, soccombendo però in finale contro Orzinuovi per 45-66. A stagione in corso, in seguito all’esclusione di Ferrara dal campionato di A2, arriva il centro Samuele Valente. Nei playoff, in semifinale, la Sebastiani affronta Sant'Antimo, classificatasi al quarto posto nel girone D, battendola per 3-0 e qualificandosi alla finale per accedere al concentramento nazionale, nella quale prevale per 3-1 contro Faenza, qualificandosi al concentramento nazionale di Ferrara. Alla Giuseppe Bondi Arena, però, la Sebastiani perde tutte e tre le sue partite (contro LUISS Roma, Orzinuovi e Vigevano), venendo di fatto esclusa dalla promozione in A2. Il 24 giugno, cinque giorni dopo la fine del concentramento, la società annuncia di aver acquisito il diritto sportivo della Pallacanestro Mantovana, riportando la Sebastiani in A2.

#### Stagione 2023-2024: nuova avventura in Serie A2, semifinali playoff da neopromossa
Durante la conferenza stampa di presentazione del progetto della Real Sebastiani in Serie A2, il presidente Roberto Pietropaoli annuncia ufficialmente l’ex N.P.C. Rieti e Scafati Basket Alessandro Rossi come nuovo allenatore, oltre alle conferme di Marco Spanghero e Lorenzo Piccin. Sul mercato, il primo ingaggio è quello di Davide Raucci. Arrivano in seguito, a completare il pacchetto degli italiani, il play-guardia Vittorio Nobile, le ali Alvise Sarto, Nazzareno Italiano e Danilo Petrovic e il centro Andrea Ancellotti. Per quanto riguarda i due americani, la società vira sul play-guardia Jazz Johnson e sull’ala-centro Dustin Hogue. Infine, viene confermato il play Gianluca Frattoni a completamento delle rotazioni. In precampionato, nell’amichevole disputata al PalaSojourner valida per il 1º Memorial Riccardo Blasi, la Sebastiani batte Napoli, formazione militante in A1, con il punteggio di 91-89 dopo un supplementare. In Supercoppa LNP, la Sebastiani, inserita nel girone con LUISS Roma e Latina, perde il match contro i romani per 75-70 ma passa il turno per differenza canestri grazie alla vittoria interna sui pontini con il punteggio di 73-58. Dopo aver superato Cento in trasferta nei quarti di finale, Rieti sì qualifica alle Final Four di Montecatini, ma viene battuta in semifinale da Treviglio. In campionato la Sebastiani si rende protagonista di una buona prima fase, conclusa al quarto posto con 26 punti, frutto di 13 vittorie e 9 sconfitte. Durante la stagione arrivano il playmaker Giacomo Sanguinetti e l'ala-centro Karl Markus Poom, mentre Gianluca Frattoni viene ceduto in prestito a San Severo. Nella fase a orologio la Sebastiani continua a giocare bene e ad ottenere risultati di rilievo, tra i quali spiccano le vittorie in trasferta contro la Fortitudo Bologna e Udine e il successo interno contro Rimini, concludendo la stagione regolare al terzo posto. Nei playoff, la RSR affronta proprio Rimini nei quarti di finale, superandola per 3-0, qualificandosi alla semifinale contro la Fortitudo. I bolognesi, tuttavia, prevalgono sugli amarantocelesti con lo stesso punteggio, eliminandoli dalla corsa alla promozione in A1.

#### Stagione 2024-2025: una nuova semifinale playoff

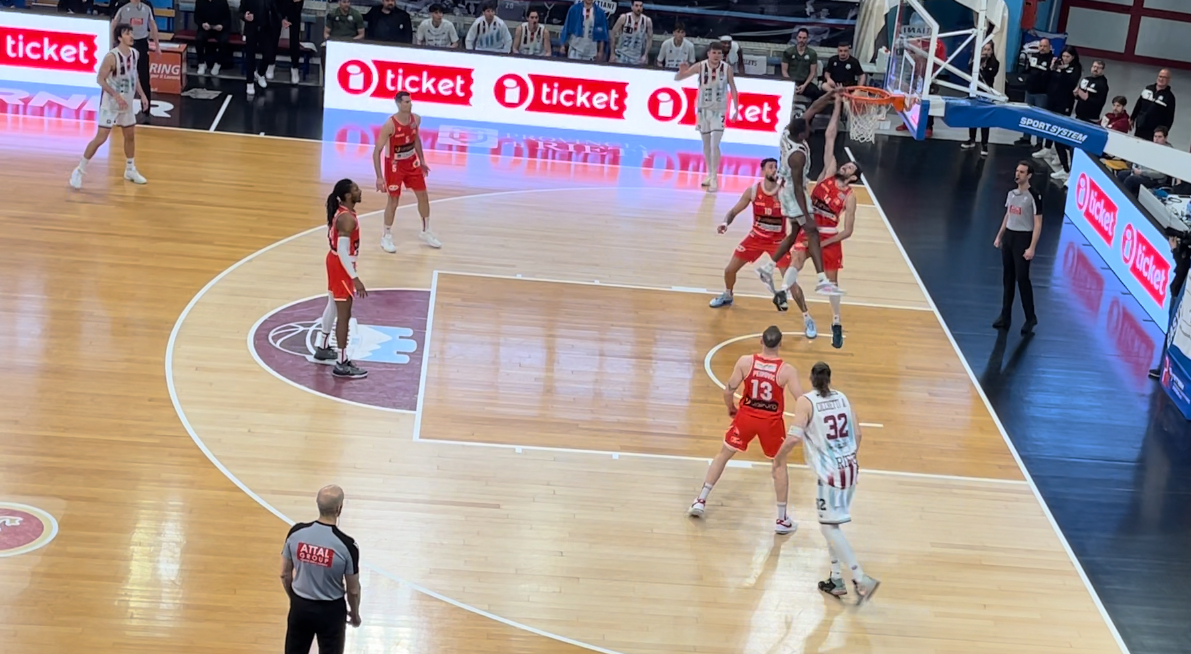
Un’azione di gioco nel match tra Sebastiani Rieti e Forlì

Anche grazie ai rinnovi contrattuali di Johnson, Sarto, Spanghero e Piccin, nonché di coach Rossi e dell’intero staff tecnico, la Sebastiani parte da una buona base nella costruzione della rosa per il campionato venturo. A pochi giorni da gara 3 contro Bologna, vengono inoltre annunciati i primi due innesti: il playmaker Diego Monaldi e l’ala forte Ion Lupusor. Ulteriori ingaggi della Sebastiani nel settore lunghi sono le ali-centro Giorgio Piunti e Alexander Cicchetti, mentre sugli esterni arriva Nemanja Gajic, il cui contratto viene successivamente rescisso a fine agosto, venendo sostituito da Matteo Pollone. A completamento della rosa, in sostituzione di Hogue, il nuovo centro USA della Sebastiani viene individuato nell’ex Trieste e Varese Skylar Spencer. Per allungare ulteriormente le rotazioni si registrano, inoltre, l’arrivo dell’ala piccola Kenneth Viglianisi e l’aggregazione in prima squadra del reatino Mattia Cicchetti, protagonista nelle Finali Nazionali Under 15 disputate l’anno precedente sempre con la Sebastiani. Dopo un ottimo inizio di campionato, che vede la Sebastiani al primo posto alla settima giornata (a pari merito con Rimini e Cantù), arriva una serie negativa di quattro sconfitte nei sei match successivi, dopo la quale la società interviene sul mercato, tagliando Jazz Johnson, sostituendolo con l’ex Varese Jordan Harris. Il rendimento della Sebastiani torna a crescere, e il girone d’andata si conclude con i reatini al quinto posto in graduatoria, a pari merito con Milano e Verona. Nel girone di ritorno la Sebastiani inanella sei successi consecutivi, inclusa l'affermazione esterna contro Cantù, che le permettono di tornare al terzo posto in classifica. Nel frattempo, per sopperire alla temporanea assenza di Harris causa infortunio nel match in trasferta contro la Libertas Livorno, il club ingaggia il finlandese Topias Palmi, già visto in Italia con la maglia della Vanoli Cremona, mentre Pollone, a inizio aprile, si accasa proprio a Livorno, venendo sostituito da Filippo Gallo, in prestito da Reggio Emilia. La Sebastiani conclude la regular season al quarto posto, qualificandosi per i playoff diretti senza passare dai play-in. Nei quarti di finale la Sebastiani supera l'Urania Milano per 3-0, per poi cedere a Cantù in semifinale col medesimo punteggio.

#### Stagione 2025-2026
Dopo due stagioni la Sebastiani cambia allenatore, affidando la guida della squadra a Franco Ciani, mentre Rossi firma con Treviso. Nel frattempo, il 18 Giugno 2025, la società cambia denominazione, diventando RSR Sebastiani Rieti. Della precedente rosa gli unici riconfermati sono Piunti e Piccin, per il resto si ha un totale rinnovamento, che porta alle pendici del Terminillo i due USA Jarvis Williams e Darius Perry, oltre agli italiani Mattia Palumbo, Matteo Parravicini, Fabio Mian, Liam Udom, Davide Pascolo e Tommaso Guariglia. Si registra inoltre il ritorno in maglia Sebastiani di Alessandro Paesano, nonché la riconferma del giovane Mattia Cicchetti nelle rotazioni della prima squadra.

## Loghi della Sebastiani Rieti

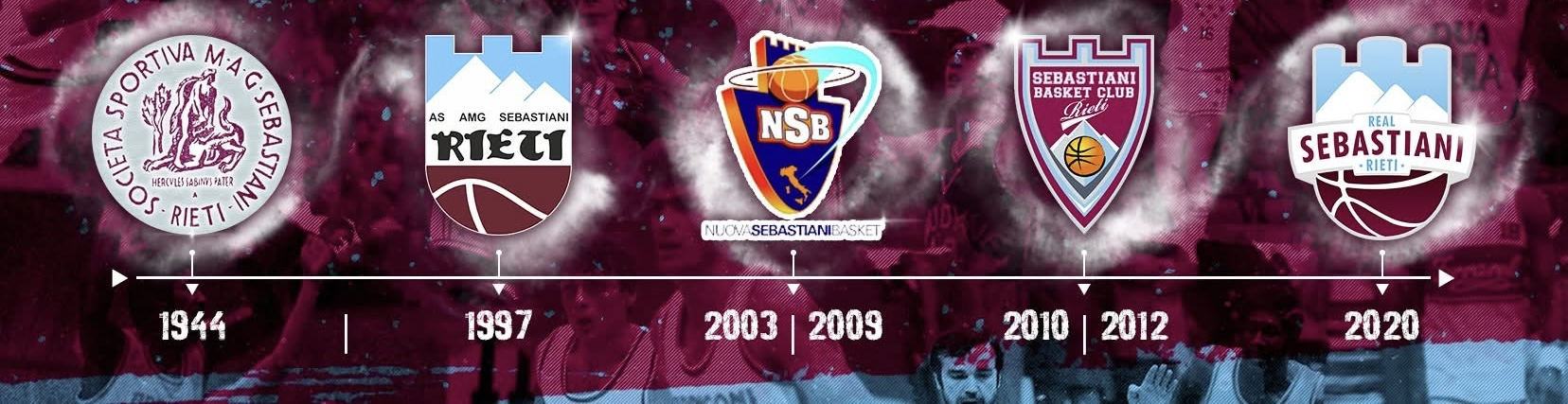
Tutti i loghi della Sebastiani Rieti dal 1944 ad oggi

Qui una panoramica di tutti i loghi storici della Sebastiani Rieti: sono in tutto cinque, uno per ogni denominazione assunta dalla società nel corso degli anni.

## La Coppa Korać
Liegi, Boule d'OR

domenica 26 marzo 1980

Finale della Coppa Korac

AMG Sebastiani Rieti: Johnson 28, Brunamonti 13, Sanesi 2, Danzi 13, Scodavolpe 8, Sojourner 13, Olivieri ne, Blasetti ne, Bonino ne, Di Fazi ne. All.: Pentassuglia.

Coach Pentassuglia alza la Korac

Nonostante il buon risultato nei Play off scudetto alla fine degli anni settanta, il maggiore successo reatino rimane la conquista della Coppa Korać, avvenuta il 26 marzo 1980. La Sebastiani uscì imbattuta dal girone di qualificazione con l'Olympiakos Pireo, la Joventut di Badalona ed i turchi del Tofas Bursa.
In semifinale trovò la Jugoplastika Spalato, ottima squadra che poteva contare sui nazionali Krstulovic, Solman e Jerkov. L'andata si giocò a Rieti e la Sebastiani prevalse per 86-75, nel ritorno fu necessario un tempo supplementare al termine del quale la squadra reatina grazie al passivo di soli 7 punti si guadagnò la finale contro il Cibona Zagabria.
Il confronto che assegnò l'ambito trofeo si disputò a Liegi e la Sebastiani si impose 76-71 iscrivendo definitivamente il suo nome nella storia della pallacanestro europea.

## I grandi campioni

Roberto Brunamonti in canotta Sebastiani

Tra i tanti nomi, vale la pena ricordare Bob Lauriski (primo giocatore USA a raggiungere Rieti), Roberto Brunamonti (successiva stella della Virtus Bologna e della Nazionale Italiana, oggi dirigente sempre della Virtus Bologna), Domenico Zampolini (sempre amatissimo, rimasto nello staff dirigenziale fino alla stagione 2006-2007 per poi tornare come General Manager nella stagione 2020-2021), Gianfranco Sanesi, Tony Zeno, Dan Gay, Luciano Vendemini (scomparso prematuramente a seguito di una malattia), Joe Bryant (padre di Kobe Bryant), e Willie Sojourner, al cui nome, dopo la scomparsa in un incidente automobilistico, è stato intitolato l'impianto reatino, ora PalaSojourner. Per quanto riguarda gli anni più recenti, i giocatori americani maggiormente rappresentativi sono Pape Laye Sow, David Hawkins, Joe Troy Smith, Marcus Melvin, Omar Thomas, Morris Finley, Jerry Green, Jazz Johnson e Dustin Hogue, mentre tra i comunitari si possono annoverare Vangelis Sklavos, Tuukka Kotti, Filip Videnov e Jiri Hubalek. Tra gli italiani e italo-argentini di spicco che hanno militato a Rieti sempre negli anni 2000, vanno ricordati Davide Bonora, Michele Mian, Patricio Prato, Mario Gigena, Antonello Riva, Cristiano Fazzi, Aniello Laezza, Roberto Feliciangeli, Massimo Guerra e Pietro Bianchi. Simone Bagnoli detiene invece un record che nessun altro cestista può vantare, avendo militato in tre versioni della Sebastiani (Nuova Sebastiani, Sebastiani Basket Club e Real Sebastiani), nonché quello di aver giocato per il maggior numero di squadre reatine se si prende in considerazione anche il periodo in cui ha militato nella N.P.C. Rieti nella stagione 2013-2014.

## Palmarès

### Bacheca trofei vinti
- Coppa Korać: 1

1979-80
- Campionato italiano Allievi: 1

1978-79
- Coppa Italia di Legadue: 1

2007
- Coppa Italia LNP: 1

2004

### Finali disputate
- Coppa Korać: 1979 VS Partizan Belgrado
- Coppa Korać: 1980 vs Cibona Zagabria
- Coppa Italia di Legadue: 2007 vs Basket Club Ferrara
- Coppa Italia LNP 2004 vs Basket Castelletto Ticino
- Coppa Italia LNP: 2021 vs Pallacanestro Piacentina
- Coppa Italia LNP: 2023 vs Pallacanestro Orzinuovi

## Roster 2025-2026
Aggiornato al 19 agosto 2025.
|    | Naz.                   | Ruolo | Sportivo           | Anno | Alt. | Peso |  |
| -- | ---------------------- | ----- | ------------------ | ---- | ---- | ---- |  |
| 0  | Italia (bandiera)      | PG    | Matteo Parravicini | 2001 | 187  | 83   |  |
| 2  | Italia (bandiera)      | AC    | Giorgio Piunti     | 1990 | 205  | 95   |  |
| 4  | Stati Uniti (bandiera) | AC    | Jarvis Williams    | 1993 | 203  | 96   |  |
| 5  | Italia (bandiera)      | P     | Mattia Palumbo     | 2000 | 198  | 95   |  |
| 7  | Italia (bandiera)      | AC    | Davide Pascolo     | 1990 | 201  | 90   |  |
| 8  | Italia (bandiera)      | C     | Tommaso Guariglia  | 1997 | 205  | 100  |  |
| 11 | Stati Uniti (bandiera) | PG    | Darius Perry       | 1999 | 188  | 84   |  |
| 13 | Italia (bandiera)      | G     | Lorenzo Piccin     | 2002 | 191  | 80   |  |
| 27 | Italia (bandiera)      | GA    | Liam Udom          | 2000 | 199  | 85   |  |
| 29 | Italia (bandiera)      | GA    | Fabio Mian         | 1992 | 196  | 88   |  |
| 30 | Italia (bandiera)      | PG    | Mattia Cicchetti   | 2009 | 185  | 70   |  |
| 98 | Italia (bandiera)      | AC    | Alessandro Paesano | 1993 | 200  | 100  |  |

## Staff tecnico 2025-2026
- Allenatore: Franco Ciani
- Assistente allenatore: Andrea Ruggieri
- Assistente allenatore: Alessandro Iacozza
- Preparatore atletico: Damiano Polverari
- Fisioterapista: Filippo Rossi

## Organigramma societario
- Patron e Proprietà: Roberto Pietropaoli
- Proprietà: Antonella Cingolani
- Presidente Onoraria: Beatrice Ratti
- Presidente CDA: Alberto Fabrizi
- Responsabile Comunicazione: Mattia Esposito
- Direttore Sportivo: Luca Palombi
- Team Manager: Danilo Antonetti

## Presidenti e Allenatori
- 1946-   ?   Luigi Padronetti
- ?  -1972   ?
- 1972-1983 Renato Milardi
- 1983         Alido Tozzi
- 1983-1994 Otello Rinaldi
- 1994-1995 Ippolito Matteucci
- 1995-1997 Marco Lelli
- 2003-2009 Gaetano Papalia
- 2009-2010 Marzio Leoncini
- 2010-2011 Silvio Gherardi, Giuseppe Rosati Colarieti
- 2011-2012 Carmine Rinaldi
- 2020-oggi Roberto Pietropaoli

- ?  -   ?   Mario Barillari
- ?  -   ?   Francesco Ferrero
- 1972-1975 Gianfranco Lombardi
- 1975-1976 Paolo Vittori, Sandro Cordoni, Elio Pentassuglia
- 1976-1980 Elio Pentassuglia
- 1980-1981 Edward Klimkowski
- 1981-1982 Claudio Vandoni
- 1982-1983 John McMillen, Giulio Melilla
- 1983-1984 Sandro Cordoni, Nico Messina
- 1984-1985 Nico Messina
- 1985-1986 Giancarlo Asteo
- 1986-1987 Giancarlo Asteo, Gigi Simeoni, Nico Messina
- 1987-1988 Waldi Medeot, Nico Messina, Cordoni-Simeoni
- 1988-1989 Elio Pentassuglia, Gigi Simeoni, Sandro Cordoni
- 1989-1990 Ivan Duncan, Lucio Giachin
- 1990-1991 Ezio Cardaioli
- 1991-1992 Romano Petitti
- 1992-1993 Gianfranco Sanesi
- 1993-1994 Maurizio Martinoia
- 1994-1995 Sandro Cordoni, Piero Millina
- 1995-1996 Piero Millina, Claudio Vandoni
- 1996-1997 Romano Petitti, Claudio Vandoni
- 2003-2006 Maurizio Lasi
- 2006-2009 Lino Lardo
- 2010-2011 Alessandro Crotti, Rod Griffin
- 2011-2012 Donato Avenia, Massimo Friso
- 2020-2021 Alex Righetti, Mauro Angelucci-Massimo Prosperi
- 2021-2022 Alessandro Finelli
- 2022-2023 Sandro Dell'Agnello
- 2023-2025 Alessandro Rossi
- 2025- Franco Ciani

## Capitani
- 2003-2004 Antonello Riva
- 2004-2006 Cristiano Fazzi
- 2006-2008 Davide Bonora
- 2009-2010 Paolo Mossi
- 2020-2022 Klaudio Ndoja
- 2022-2023 Alessandro Piazza
- 2023-2025 Marco Spanghero

## Campi di gioco
- Campo presso lo stadio Fassini
- Campo via San Liberatore
- Palestra Cristo Re (Roma)
- PalaLeoni - dal 1970 al 1974
- PalaSojourner - dal 1974 in avanti

## Marchi Abbinati
| - 1971-1972 Snia - 1972-1977 Brina - 1977-1978 Althea - 1978-1980 Arrigoni - 1980-1981 Ferrarelle - 1981-1982 Acqua Fabia - 1982-1983 Binova - 1983-1984 Fonte Cottorella - 1984-1985 American Eagle |  | - 1985-1986 Ippodromi D'Italia - 1986-1987 Corsa Tris - 1987-1988 Dentigomma - 1989-1991 Air Capitol - 1992-1997 Emmezeta - 2002-2005 Tris - 2005-2006 NoiSport - 2007-2009 Solsonica - 2010-2011 Ircop |

## Tifoseria
I principali gruppi del tifo organizzato della Sebastiani Rieti sono i Bulldog Rieti, i Reate e la  Tradizione Ostile Reatina, occasionalmente coadiuvati dalla tifoseria calcistica del Commando Ultrà Rieti 1997. La loro collocazione al PalaSojourner è in Curva Terminillo.
Per quanto riguarda il rapporto tra la tifoseria della Sebastiani e le altre, va segnalato il gemellaggio esistente con gli Inafferrabili Scafati 2005, unitamente alle amicizie con le curve di Ruvo di Puglia e di Vigevano. Tra le rivalità, nate in momenti storici diversi, la più significativa è quella con la tifoseria della Sutor Montegranaro, i Sutor Rangers, iniziata nella stagione 2003/2004 e coincidente con una lunga serie di scontri diretti tra le due squadre, ma anche quelle con Siena e Fortitudo Bologna, risalenti ai tempi della Serie A negli anni ‘80 e quella con Caserta (anni 2000) sono altrettanto rilevanti. Di più recente comparsa sono invece le rivalità con Roseto, Rimini e Libertas Livorno. A livello regionale e limitrofo, la rivalità più sentita è quella con Viterbo.
Gemellaggi:
- Scafati Basket

Amicizie
- Pall. Vigevano
- Ruvo di Puglia
- B.C. Ferrara
- Fulgor L. Forlì
- S.C. Montecatini
- Herons Montecatini
- Virtus Bologna

Rivalità:
- Sutor Montegranaro
- Mens Sana Siena
- Juvecaserta
- Fortitudo Bologna
- Pall. Roseto
- Basket Viterbo
- Basket Rimini
- Libertas Livorno 1947
- Benedetto XIV Cento

Campanilismi:
- N.P.C. Rieti
- Virtus Roma
- Veroli Basket
- Teramo Basket
- Pall. Chieti